# Ильинова, Олеся Александровна
Олеся Александровна Ильинова (в девичестве Грибова; 5 июня 1983, Гуково, Ростовская область) — российская футболистка, защитница. Мастер спорта России (2010).

## Биография
Воспитанница клуба «Нива» (Каменоломни), позднее переименованного в «Дон-Текс» (Шахты). После расформирования своего первого клуба играла за «Энергетик-КМВ» (Кисловодск). В середине 2000-х годов выступала за ростовский СКА в первом, а затем в высшем дивизионе, становилась бронзовым призёром чемпионата России.
В 2009 году играла за «Энергию» (Воронеж), с которой также завоевала бронзовые награды чемпионата страны. В 2010 году провела сезон в клубе «Рязань-ВДВ». В 2011 году перешла в «Дончанку» (Азов), с которой в том же сезоне стала серебряным призёром первой лиги, а затем провела два сезона в высшей лиге.
В 2009 году выступала за сборную России на Универсиаде в Белграде, где россиянки заняли пятое место.

## Личная жизнь
Замужем, есть дочь.